# Leptomyrmex rufithorax
Leptomyrmex rufithorax is een mierensoort uit de onderfamilie van de Dolichoderinae. De wetenschappelijke naam van de soort is voor het eerst geldig gepubliceerd in 1915 door Forel.